# The Jackson Five
Pour les articles homonymes, voir The Jacksons et J5.
The Jackson Five, également appelé J5, Jackson Five ou The Jacksons, est  un groupe américain de soul, originaire de Gary, dans l'Indiana, et composé au départ de cinq membres d'une même fratrie : Jackie, Toriano dit « Tito », Jermaine, Marlon, et Michael. D'abord sous la férule de la Motown, la fratrie quitte la maison de disques de Détroit en signant en 1975 chez CBS Records, et le plus jeune frère, Randy, entre dans le groupe au départ de Jermaine, qui préfère rester au sein de la Motown, ce dernier étant marié à Hazel Gordy, fille du PDG de cette maison de disques, Berry Gordy. Le groupe devient alors The Jacksons. Jermaine revient dans le groupe en 1983 pour l'émission Motown 25, puis à partir de l'album Victory en 1984.
En 1984, à la suite de la tournée Victory Tour qui réunit les six frères, Marlon et Michael quittent le groupe. En 1989, celui-ci enregistre un dernier album, 2300 Jackson Street, avant de se dissoudre l'année suivante. En 2001, le groupe se reforme lors de deux concerts exceptionnels organisés au Madison Square Garden de New York pour fêter les 30 ans de la carrière solo de Michael. En 2012, les quatre frères aînés (Jackie, Tito, Jermaine et Marlon) entament une nouvelle tournée d'un an et continuent depuis à se produire un peu partout dans le monde. Après le départ de Jermaine en 2020 et la mort de Tito en 2024, le groupe n'est plus composé que de deux membres.
Le groupe a vendu 100 millions, de disques dans le monde, ce qui en fait l'un des meilleurs vendeurs au monde. Suscitant une grande attention de la part des médias et du public à leur époque, la formation est intronisée au Rock and Roll Hall of Fame en 1997 et au Vocal Group Hall of Fame en 1999. La fratrie est le premier groupe à faire ses débuts aux États-Unis avec quatre succès consécutifs no 1 au Billboard Hot 100 avec les titres I Want You Back (1969), ABC, The Love You Save et I'll Be There (1970).

## Histoire

### Premières années

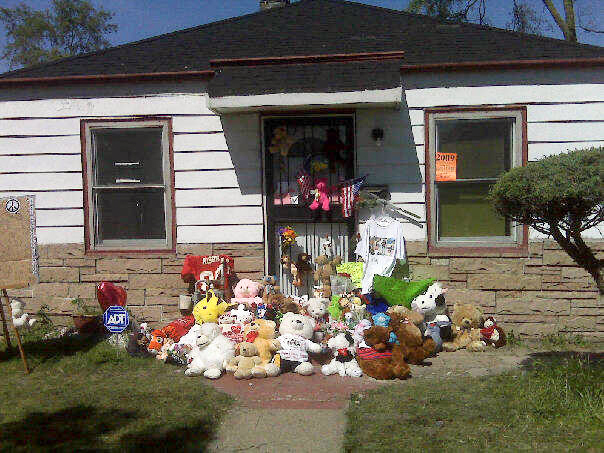
Maison des Jackson, située au 2300 Jackson Street à Gary dans l'Indiana (juin 2009).

Nés et élevés à Gary, au sud-est de Chicago, dans l'Indiana, les frères Jackson sont guidés au début de leur carrière par leur père Joseph Jackson, opérateur grutier dans une aciérie à East Chicago et passionné de musique (joueur de guitare dans un groupe local appelé The Falcons), tandis que leur mère Katherine Jackson s'occupait des enfants.
Dans son livre Michael for Ever..., paru en 2010, Laurent Lavige explique que Tito, troisième de la fratrie, prend souvent la guitare de son père pendant que celui-ci est absent. En 1962, lors d'une nuit, Joseph découvre que Tito a joué avec sa guitare et en a cassé une corde, ce qui le met en colère. Lavige ajoute que Tito lui-même et ses frères avaient créé une chanson pour lui faire plaisir ; le père aurait accepté de l'écouter, mais avertissant que si la prestation était mauvaise, ils auraient tous droit à une punition très dure. Finalement, le père est étonné et émerveillé par les talents de ses fils : il répare sa guitare et l'offre à Tito, puis s'emploie ensuite lui-même à prendre en main leur formation musicale. La même année, Joseph Jackson constitue un groupe avec les trois frères les plus âgés, Jackie (né le 4 mai 1951), Tito (né le 15 octobre 1953) et Jermaine (né le 11 décembre 1954), plus deux cousins.
En 1963, le groupe, nommé « The Jackson Brothers », subit quelques changements : les deux cousins sont remplacés par Marlon (né le 12 mars 1957) au tambourin et Michael (né le 29 août 1958), qui joue d'abord des congas, auxquels sont adjoints deux amis d'enfance, Reynaud Jones et Milford Hite (l'un jouant des claviers et l'autre de la batterie). Ces deux derniers sont remplacés en 1966 par des musiciens expérimentés : Johnny Jackson (aucun lien familial) à la batterie et Ronnie Rancifer aux claviers ; il accompagnera également le groupe jusqu'à la fin de sa carrière chez Motown. Le groupe donne son premier concert professionnel en 1963 dans une boîte de nuit de Gary pour un cachet de 8$.
Le groupe continue par la suite de se produire à un niveau local et remporte quelques concours de jeunes talents. Un jour, l'organisatrice Evelyn LaHaie propose au groupe de jouer à l'occasion d'un défilé de mode pour jeunes dans un centre commercial de Glenpark à Chicago. Sur sa suggestion, le groupe opte désormais pour le nom « The Jackson Five ». On trouve également le nom « The Jackson Five Singing Group ». Pour l'anecdote, Katherine Jackson avait quant à elle proposer le nom « The Jackson Brothers Five »[réf. nécessaire].

Le leader du groupe est au départ Jermaine mais Joe Jackson change d'avis après avoir écouté Michael chanter. Ce dernier se révèle en effet le plus charismatique et le plus doué du groupe et va assurer, malgré son jeune âge, la majorité des solos. Dans une interview réalisée par Martin Bashir diffusée en 2003, Michael Jackson raconte : 

« Ma mère m'a surpris un jour en train de chanter alors que je faisais mon lit, elle a dit à mon père que je chantais bien, mais lui ne voulait pas en entendre parler il disait : Jermaine est le chanteur leader du groupe pas Michael. Ma mère lui a répondu : tu devrais vraiment l'écouter il chante bien. Il a dit : non Jermaine est le chanteur leader du groupe. Finalement elle l'a forcé à m'écouter et une fois qu'il m'a écouté, c'est moi qui suis devenu le chanteur leader du groupe. »

Tous les soirs, en rentrant de l'école, Michael chante désormais avec ses frères Jermaine, Tito, Jackie et Marlon. Cependant, lors des répétitions, Joe est très dur avec eux et il ne leur laisse aucun répit. Michael racontera plus tard que Joe était souvent assis sur une chaise avec une ceinture à la main pendant que lui et ses frères répétaient, prêt à punir physiquement toute erreur à la moindre fausse note,.
En 1966, le groupe remporte un spectacle de talents à la Theodore Roosevelt High School de Gary. Jermaine interprète plusieurs titres de Motown, y compris My Girl des Temptations, et Michael interprète Barefootin de Robert Parker (en). Fort de ce succès, le groupe se produit en 1967 lors de deux concours plus prestigieux, un ayant lieu au Regal Theater de Chicago et l'autre à l'Apollo Theater de Harlem (New York). Le groupe remporte les deux concours ce qui lui permet de réaliser les premières parties des Temptations, Gladys Knight and the Pips ou encore de James Brown. Après leur victoire à Harlem le 13 août 1967, Gladys Knight envoie un enregistrement des Jackson 5 à la compagnie de disques Motown, dans l'espoir de les faire signer, mais sa cassette est rejetée et renvoyée.

### Débuts chez Steeltown Records
En août 1967, le groupe signe un contrat avec One-derful Records, un petit label de Chicago. Il enregistre un titre composé par Eddie Silvers intitulé I Am a Big Boy Now, mais le patron du label ne sortira pas la chanson car le label était sur le point de fermer en 1969. Le contrat du groupe est alors cédé à un autre label situé à Gary : Steeltown Records. Un producteur de Steeltown Records, Gordon Keith (qui est aussi un des fondateurs de la maison de disques), veut alors rencontrer la famille Jackson afin de s'entretenir avec Joe Jackson. Keith a déjà été intrigué par des pancartes faisant la promotion à Gary d'un groupe local nommé « The Jackson Five Plus Johnny ». Il obtient le numéro de téléphone de la famille auprès de musiciens locaux, les Sherl Brothers, qui, comme les Jackson, suivent les cours de Shirley Cartman, une professeur de musique. Gordon Keith appelle donc Joe Jackson et est invité à se rendre au domicile des Jackson, situé au 2300 Jackson Street (du nom du président américain Andrew Jackson) pour voir les garçons se produire.
Gordon Keith dira plus tard : « Ils se sont installés dans le salon. Les meubles ont été repoussés. Eux et leur équipement occupaient à peu près toute la pièce. Toute la famille était là ; Janet était un bébé dans les bras [...] Quand ils ont chanté, Michael a chanté comme un ange. Jermaine avait aussi une belle voix. Jackie pourrait porter une mélodie. Marlon pouvait vraiment danser. Mais quand Michael a dansé, tout en chantant, il a renversé James Brown, Jackie Wilson, Fred Astaire et toute autre personne que vous pouvez nommer. Ils ont chanté des chansons de James Brown, Cold Sweat, de Jackie Wilson, 'Doggin Around, de Smokey Robinson, des Temptations, My Girl et Just My Imagination. Eh bien, j'ai été sidéré. Assommé. Soufflé. Muet[réf. nécessaire]. ».
En novembre 1967, Keith signe un contrat de gestion et d'enregistrement avec les Jackson Five. Les titres du quintette sont enregistrés à Chicago et publiés en janvier 1968 par Steeltown Records. Trois chansons sont commercialisées : Big Boy (nouveau titre à la place de I Am a Big Boy Now) (chantée par Michael Jackson), You have Changed et We Don't Have To Be Over 21 (to Fall in Love). Le titre Big Boy est joué sur les stations de radio de la région de Gary-Chicago et connait un certain succès. Au mois de mars, Keith signe un contrat avec Atlantic Records pour la fabrication et la distribution au niveau national de Big Boy. Atco Records, une division d'Atlantic Records à New York, distribue ainsi plusieurs milliers d'exemplaires du titre sous le label Atlantic-Atco.

### Arrivée chez Motown
En 1968, les Jackson 5 sont une tête d'affiche pour le All Star Floor Show et The Guys' and Gals' Cocktail Lounge and Restaurant à Chicago. Comme Gladys Knight avant lui, Bobby Taylor (leader du groupe Bobby Taylor and the Vancouvers) est également très impressionné par le talent de ces jeunes garçons, et s'engage à les amener à Détroit pour les présenter à Motown, maison de disques spécialisée dans la musique soul. Joseph et ses enfants séjournent à Detroit dans l'appartement de Bobby Taylor dans la nuit du 22 juillet 1968, afin d'attendre les auditions pour entrer dans le label de Berry Gordy, lequel, après audition, accepte de signer un contrat avec le nouveau groupe. Gordy fait déplacer les Jackson 5 et leur père Joseph en Californie, tandis que le reste de la famille reste à Gary. Cependant, en attendant de leur trouver une maison en Californie, Joseph et ses fils Jermaine, Tito, Jackie sont hébergés provisoirement chez Berry Gordy, tandis que Marlon et Michael sont hébergés chez Diana Ross.
L'équipe marketing de Motown prépare des dossiers de presse et autres matériels promotionnels pour commencer l'introduction des Jackson 5 dans l'industrie de la musique auprès du grand public. La publicité de la Motown modifie l'histoire du groupe, notamment l'âge de la plupart des membres du groupe – en particulier, l'âge de Michael, plus jeune membre, est modifié de onze à neuf ans pour le faire paraître plus « mignon » – ainsi que le lien de parenté fictif des musiciens ne faisant pas partie de la fratrie : Johnny Jackson et Ronnie Rancifer sont ainsi présentés comme des cousins des frères Jackson. Pour susciter la curiosité du public et accroître encore l'impact marketing, Gordy et Motown décident de faire parrainer le groupe par une star établie : c'est ainsi qu'il sera prétendu dans les premiers dossiers de presse que le groupe a été découvert par Diana Ross.

### Début du succès

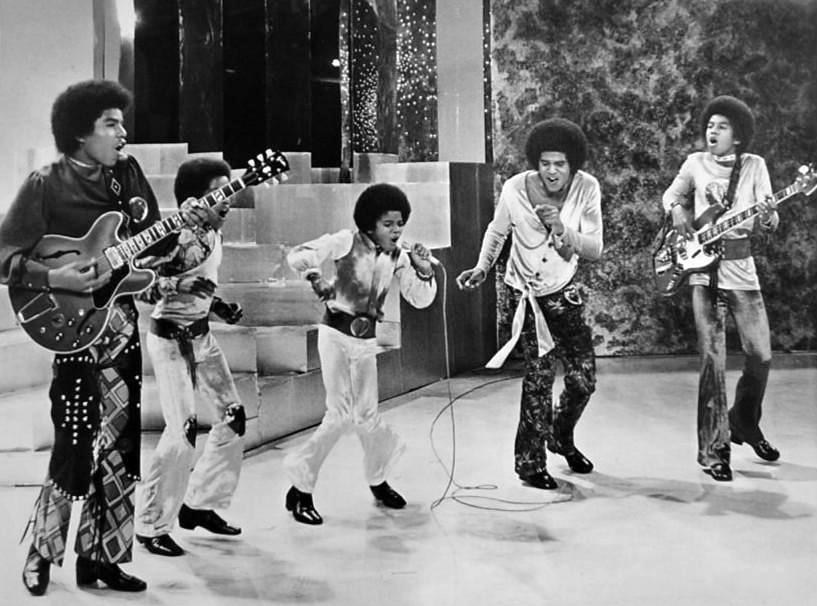
Les Jackson Five à la télévision en 1971. De gauche à droite : Tito, Marlon, Michael, Jackie et Jermaine

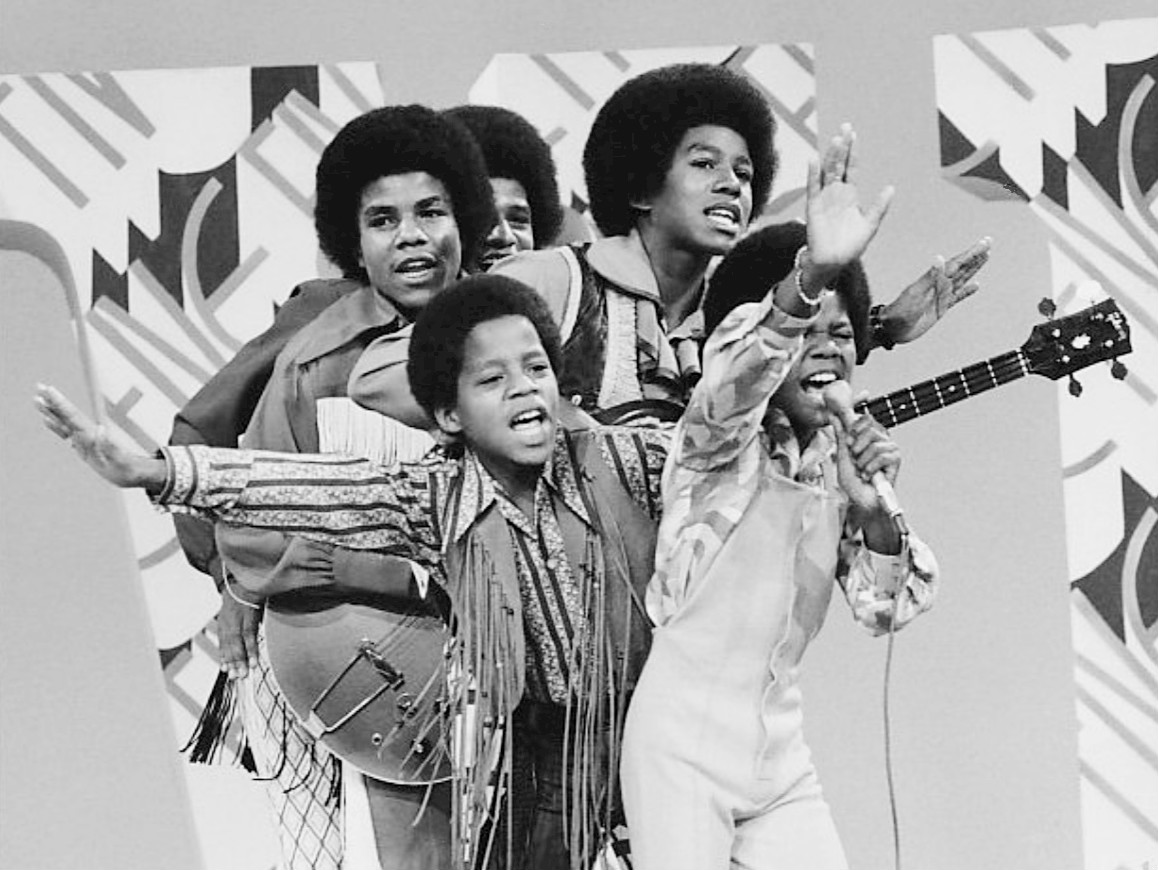
Les Jackson Five en 1970.

Les Jackson 5 répètent sans interruption de la fin de l'été au début de l'automne 1969. Par la suite, Diana Ross présente officiellement le groupe au public le 11 août 1969, à Beverly Hills, en Californie au club appelé « The Daisy ».
Vers la fin du mois d'août, le groupe fait sa première apparition à la télévision, en chantant un titre des Isley Brothers, intitulé It's Your Thing, à Miss Black America Pageant et au Madison Square Garden, à New York.
La plupart des premiers singles des Jackson 5 sont écrits et produits par les auteurs et compositeurs de la compagnie, concevant pour le groupe un son qui mélange le traditionnel « son Motown » avec des paroles axées sur des thématiques d'adolescents. Le groupe impose son style vite baptisé bubblegum soul par Berry Gordy (en référence au genre bubblegum pop alors en vogue, généralement associé à de jeunes musiciens blancs). Le groupe sort son premier album studio le 18 décembre 1969, Diana Ross Presents The Jackson 5, suivi dès le 8 mai 1970 par ABC, et enchaîne les singles classés numéro 1 au Billboard : I Want You Back, ABC, The Love You Save, et I'll Be There. Ces quatre singles seront successivement propulsés en tête des charts américains (aussi bien le Billboard Hot 100 que le Billboard Best Selling Soul Singles chart), ce qui ne s'est plus reproduit depuis pour aucun autre groupe. Les Jackson 5 sont devenus une sensation instantanée, et le groupe devient alors l'un des fleurons de la Motown.
Seul single issu du premier album du groupe, I Want You Back atteint la première place en janvier 1970. La chanson The Love You Save reste au sommet du Billboard Hot 100 pendant deux semaines, et I'll Be There (issue du troisième album) reste à la plus haute position du tableau pendant quatre semaines ; c'est avec I Want You Back le plus grand succès du groupe aux États-Unis. Ces trois singles ont aussi eu un succès commercial international,. D'autres singles classés dans le Top 5 américain incluent notamment Mama's Pearl et Never Can Say Goodbye.
Grâce au grand succès du groupe, Joseph peut enfin prendre des dispositions pour faire venir sa femme Katherine et le reste de la famille en Californie en 1970. La famille vit d'abord dans une résidence de deux étages au 1616, chemin Queens à Los Angeles, puis s'installe en 1971 dans une grande maison, dite « fermée » (plus ou moins sécurisée, afin que le groupe soit préservé du harcèlement des médias et surtout des fans), que la famille nomme Hayvenhurst, et qui a été achetée par Joseph en mars de la même année.
La « Jacksonmania » gagne rapidement le pays. Il y aura même un dessin animé consacré au groupe : Les Jackson Five (The Jackson 5ive) (1971-1972 ; 24 épisodes au total). On y voit les cinq frères héros de leurs propres aventures (en partie romancées) illustrées par leurs plus grands tubes (deux par épisode). Les dessins des personnages ont été réalisés par Jack Davis, d'après des bandes vidéo. Les voix de chacun des héros étaient interprétées par des acteurs professionnels et non par les frères Jackson eux-mêmes. Le scénario du tout premier épisode raconte leur rencontre avec Berry Gordy, la signature de leur contrat, la présentation médiatique des Jackson 5 par Diana Ross et leurs débuts chez Motown.
Toujours en 1971, Michael, âgé de treize ans, commence une carrière solo au sein de la Motown, avec son premier single, Got to Be There, qui devient un tube classé au Top 5, tandis qu'en janvier 1972 sort son premier album homonyme. Il sort ensuite d'autres singles qui connaissent un succès remarquable comme Rockin' Robin et I Wanna Be Where You Are (tous deux sortis en 1972). Michael a aussi chanté en 1972 la chanson Ben, figurant sur la bande originale du film homonyme Ben, sorti la même année, ainsi que sur son deuxième album solo du même nom. Jermaine, alors âgé de dix-sept ans, a lui aussi commencé une carrière solo chez Motown en 1972 : son premier album Jermaine, et connaît un petit succès avec sa reprise d'un titre de Shep and the Limelites, Dady's Home. Jackie, déjà majeur, a pareillement enregistré un album solo en 1973, mais avec un piètre succès. Malgré une rumeur répandue parmi les fans comme quoi Michael, Jermaine et Jackie pourraient quitter le groupe puisque travaillant désormais également en solo (en particulier Michael dont la carrière solo est très reconnue), les trois frères restent au sein du groupe, ce qui permet à la Motown d'étendre le succès et les ventes d'albums des Jackson 5 partout dans le pays.
Pendant la Guerre du Viêt Nam, le groupe rejoint fréquemment lors de tournées nationales le comédien Bob Hope, qui se produit pour l'USO (United Service Organizations), afin de soutenir les troupes militaires.

### Transfert chez Epic Records

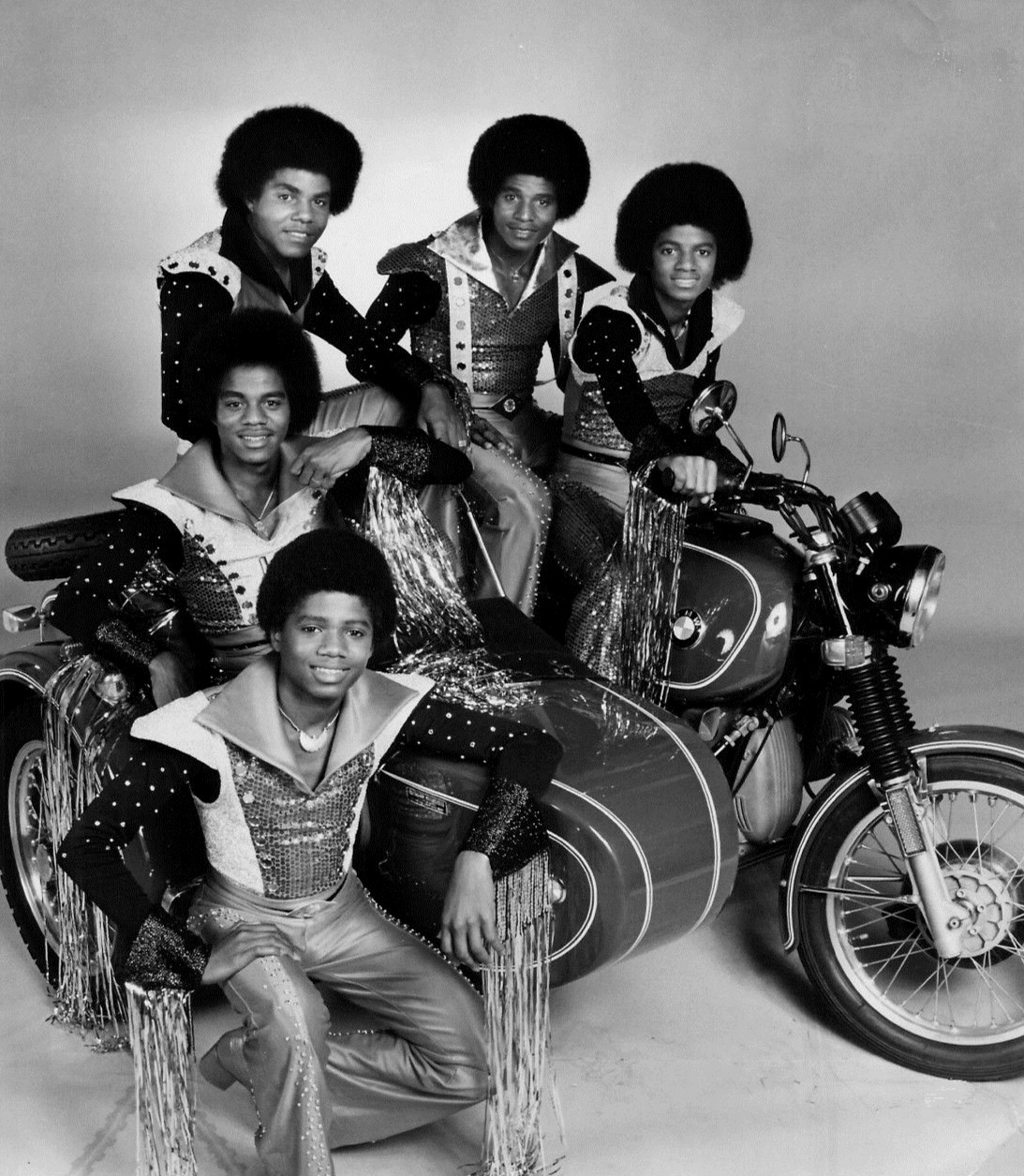
The Jacksons en 1976, Randy Jackson (en bas à gauche) ayant remplacé Jermaine. Derrière lui de gauche à droite : Marlon, Tito, Jackie et Michael.

En 1975, Joseph négocie un nouveau contrat d'enregistrement avec Epic Records (une subdivision de CBS Records), sous le label Philadelphia International Records, accordant un taux de redevance très avantageux de 20 % par enregistrement, par rapport à la norme de 3 % à la Motown, permettant en outre aux frères Jackson d'écrire et produire leurs propres œuvres et de jouer de leurs propres instruments. Après avoir tenté en vain de convaincre le groupe de rester sur le label Motown, Berry Gordy le poursuit en justice pour rupture de contrat. En 1976, la fratrie quitte définitivement Motown pour Epic. Jermaine, préférant rester au sein de la Motown, quitte le groupe ; des rumeurs au sujet de cette décision laissent entendre qu'elle serait due à de fortes tensions entre Jermaine et son père à cause de son mariage avec la fille de Berry Gordy, Hazel. Il est rapidement remplacé par son plus jeune frère Randy (né le 29 octobre 1961), qui a en fait déjà intégré le groupe en tant que joueur de bongo.
Le nom « Jackson Five » étant la propriété de Motown, le groupe se fait désormais appeler « The Jacksons » et se produit entre autres à Las Vegas. Leur premier succès chez Epic Records est Enjoy Yourself, extrait de l'album éponyme The Jacksons, sorti en 1976. Un second single en est extrait, Show You the Way to Go, puis en 1977 sort l'album Goin' Places. Les Jacksons connaissent un grand succès en 1978 avec l'album Destiny, principalement connu pour les chansons Blame It on the Boogie et Shake Your Body (Down to the Ground). Le groupe part ensuite en tournée, le Destiny Tour. Pour la promotion de cet album, ils font étape en Suisse, dans la station de ski de Leysin, sur invitation de la BBC. A cette occasion, ils chantent plusieurs titres de leur nouvel album au pied des pistes de ski, ainsi que dans un restaurant de la station.
Les Jacksons connaissent un autre grand succès en 1980 avec l'album Triumph, dont quatre singles sont extraits : Lovely One, This Place Hotel, Can You Feel It et Walk Right Now. Puis ils partent à nouveau en tournée en 1981 avec le Triumph Tour ; l'album The Jacksons Live!, sorti en 1981, est extrait de cette tournée. Jermaine rejoint à nouveau le groupe en 1984. Dès la fin des années 1970, les garçons mûrissent et s'essayent progressivement à des carrières solo plus poussées ; celle de Michael sera triomphale.
En 1984, le groupe des six frères sort l'album Victory, avec en 1er single la chanson State of Shock, sur laquelle chante Mick Jagger. Cette même année, les Jacksons font leur dernière tournée, le [Victory Tour ; c'est lors de la fin du dernier concert de cette tournée que Michael Jackson annonce son départ du groupe ; peu de temps après c'est Marlon qui quittera le groupe. Toutefois, en 1985, tous les membres du groupe, y compris Michael et Marlon, rejoignent le collectif d'artistes USA for Africa pour interpréter la chanson We Are the World (co-écrite par Michael Jackson).
Jackie, Jermaine, Randy et Tito Jackson sortent en 1989 l'album 2300 Jackson Street. Michael, Marlon, Janet et Rebbie Jackson participent à l'enregistrement du morceau-titre ainsi que de nombreux enfants des frères Jackson. Par la suite, le groupe cesse toute activité.

### Reformations
Les 7 et 10 septembre 2001, le groupe se reforme brièvement pour interpréter un medley à l'occasion du spectacle Michael Jackson: 30th Anniversary Special organisé au Madison Square Garden de New York, pour fêter les 30 ans de carrière de Michael Jackson. Malgré les rumeurs persistantes et les annonces publiques de Jermaine Jackson, Michael Jackson déclare en octobre 2008 qu'il n'a pas l'intention de réintégrer le groupe.
En 2009, après la mort de Michael Jackson, ses frères se réunissent en studio pour enregistrer les chœurs d'une chanson inédite, This Is It (figurant sur la bande originale du film homonyme), qui était à l'origine une maquette. Le single sort en octobre 2009. Ils engagent des pourparlers afin de reformer le groupe et partir en tournée durant l'année 2010 pour rendre hommage à leur frère. Ils projettent également de travailler sur un nouvel album, le premier depuis vingt ans. Aucun de ces projets ne se concrétise. La tentative de reformation est filmée dans une émission de télé-réalité diffusée par A&E Network, intitulée The Jacksons: A Family Dynasty. Toutefois, une tournée mondiale des Jacksons a lieu en 2012 et 2013 : à l'occasion du Unity Tour, Jackie, Jermaine, Marlon et Tito Jackson tournent pour la première fois depuis le Victory Tour de 1984,.

## Postérité et influence

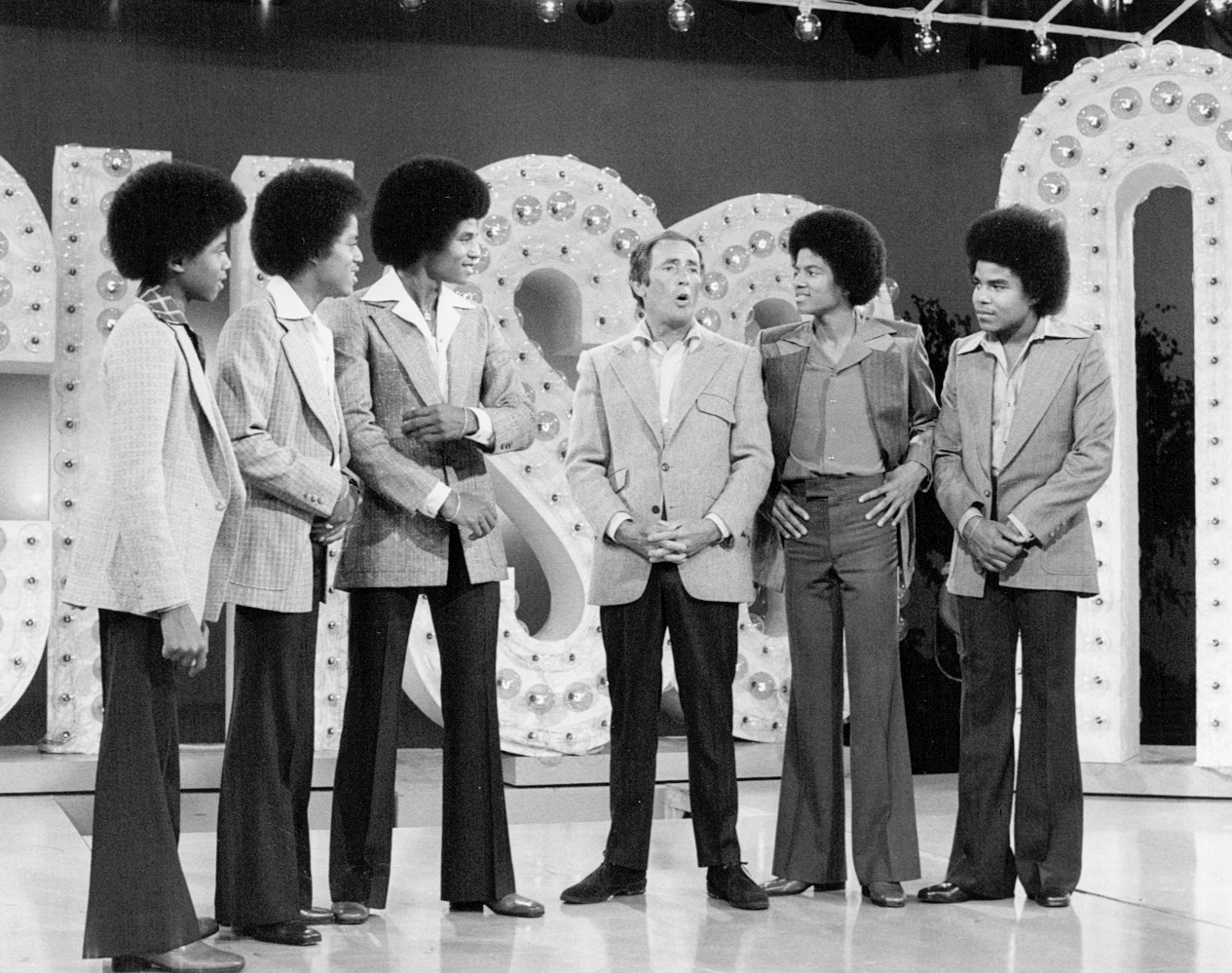
The Jacksons et Joey Bishop dans leur émission en 1976. De gauche à droite : Randy, Marlon, Jackie, Michael et Tito.

En 1992, Suzanne de Passe et Jermaine Jackson travaillent avec Motown pour produire La Famille Jackson, une mini-série télévisée d'une durée totale de 240 minutes basée sur l'histoire de la famille Jackson, diffusée en deux épisodes par ABC,. Le script commence par la rencontre entre Katherine et Joseph Jackson au milieu des années 1940, et se termine sur le Victory Tour en 1984.
Un hommage est rendu au groupe lors de son intronisation au Rock and Roll Hall of Fame en 1997 et au Vocal Group Hall of Fame en 1999. Deux des enregistrements du groupe (ABC et I Want You Back) figurent sur la liste des 500 plus grandes chansons rock 'n' roll incluses au Rock and Roll Hall of Fame, et sont également incluses au Grammy Hall of Fame. Le 8 septembre 2008, les Jacksons sont honorés en tant que grande icône de la musique (BMI Icons) aux BMI Urban Awards.
Les Jackson 5 sont influencés par les artistes mythiques de la Motown comme The Temptations, The Supremes, Stevie Wonder, Marvin Gaye, The Miracles, Martha and the Vandellas ou d'autres artistes célèbres comme The Famous Flames, Little Richard, Ray Charles, The Cadillacs, Frankie Lymon and the Teenagers, voire Jackie Wilson. À leur tour, ils sont une source d'inspiration pour de futures générations de boys band comme New Edition, Menudo, New Kids on the Block, NSYNC, les Jonas Brothers, Backstreet Boys, et bien d'autres.
Le succès des Jackson 5 dans les années 1960 et 1970 coïncide avec celui d'un autre groupe au style très similaire, pareillement constitué d'une fratrie, les Osmonds. Cependant, ces derniers, qui sont blancs, sont décrits comme une « pâle » imitation des Jackson 5[réf. nécessaire].

## Membres
La formation des Jackson 5 connaitra plusieurs changements au cours de ses années actives.

### The Jackson Brothers (1963-1964)
- Jackie Jackson : chant principal, tambourin, danse
- Tito Jackson : chant, guitare, danse
- Jermaine Jackson : chant principal, guitare, basse, danse

### The Jackson Five (1964-1975)
- Jackie Jackson : chant secondaire, chœurs, tambourin, danse
- Tito Jackson : chœurs, guitare, basse, danse
- Jermaine Jackson : chant secondaire, guitare, basse, danse
- Marlon Jackson : chœurs, percussions, danse
- Michael Jackson : chant principal, percussions, danse

#### Membres additionnels
- Janet Jackson, Randy Jackson : danse, chœurs

### The Jacksons (1976-1984)
- Jackie Jackson : chant secondaire, chœurs, tambourin, danse, parolier, arrangements vocaux
- Tito Jackson : chœurs, guitare, basse, danse, arrangements vocaux
- Marlon Jackson : chœurs, percussions, danse, parolier, arrangements vocaux
- Michael Jackson : chant principal, percussions, danse, boite à rythmes, parolier, arrangements vocaux
- Randy Jackson : chant secondaire, chœurs, percussions, piano, synthétiseur, danse, arrangements vocaux

### The Jacksons (Victory, 1984)
- Jackie Jackson : chant secondaire, chœurs, danse, arrangements, arrangements des cuivres
- Tito Jackson : chant secondaire, chœurs, guitare, basse, synthétiseur, boite à rythmes, danse, arrangements
- Jermaine Jackson : chant principal, guitare, basse
- Marlon Jackson : chant secondaire, chœurs, percussions, synthétiseur, boite à rythmes, danse, arrangements
- Michael Jackson : chant principal, percussions, clapping, boite à rythmes, danse, arrangements
- Randy Jackson : chant secondaire, percussions, synthétiseur, danse

### The Jacksons (2300 Jackson Street, 1989)
- Jackie Jackson : chant secondaire, chœurs, percussions, claquement de doigts, parolier
- Tito Jackson : chant secondaire, chœurs, guitare, basse, effets sonores
- Jermaine Jackson : chant principal, chœurs, percussions, claquement de doigts
- Randy Jackson : chant secondaire, chœurs, percussions
- Michael Jackson : chant principal, chœurs

#### Membres additionnels
- Janet Jackson , Marlon Jackson, Michael Jackson, Rebbie Jackson : chant
- Autumn Joi Jackson, Jaimy Jackson, Jermaine Jackson Jr, Jeremy Jackson, Jourdynn Jackson (enfants de Jermaine) : chœurs
- Brandi Jackson, Siggy Jackson (enfants de Jackie) : chœurs
- Brittny Jackson, Marlon Jackson Jr, Valencia Jackson (enfants de Marlon) : chœurs
- Taj Jackson, Taryll Jackson, TJ Jackson (enfants de Tito) : chœurs
- Stacee Brown, Yashi Brown, Austin Brown (enfants de Rebbie) : chœurs

### The Jacksons (Unity Tour, 2012-2013)
- Jackie Jackson : chant secondaire, chœurs, danse
- Tito Jackson : chant principal, chœurs, guitare, basse
- Jermaine Jackson : chant principal, guitare, basse, danse
- Marlon Jackson : chant secondaire, chœurs, percussions, danse

#### Membre additionnel
- La Toya Jackson : chant, danse

### The Jacksons (2020-2024)
- Jackie Jackson : chant, chœurs, danse
- Tito Jackson : chant, chœurs, guitare
- Marlon Jackson : chant, chœurs, percussions, danse

### The Jacksons (depuis 2024-...)
- Jackie Jackson : chant, chœurs, danse
- Marlon Jackson : chant, chœurs, percussions, danse

### Chronologie
Tableau de formation du groupe, par membre, incluant les années et les albums.

## Discographie

### Jackson Five

#### Albums studio
- 18 décembre 1969 : Diana Ross Presents The Jackson 5
- 8 mai 1970 : ABC
- 8 septembre 1970 : Third Album
- 12 avril 1971 : Maybe Tomorrow
- 23 mai 1972 : Lookin' Through the Windows
- 29 mars 1973 : Skywriter
- 12 septembre 1973 : Get It Together
- 5 septembre 1974 : Dancing Machine
- 15 mai 1975 : Moving Violation

#### Album spécial
- 15 octobre 1970 : The Jackson 5 Christmas Album

#### Album en concert
- 30 avril 1973 : In Japan!

#### Compilations
- 29 septembre 1971 : Goin' Back to Indiana
- 26 octobre 1976 : Joyful Jukebox Music
- 1979 : Boogie

### The Jacksons

#### Albums studio
- 27 novembre 1976 : The Jacksons
- 8 octobre 1977 : Goin' Places
- 17 décembre 1978 : Destiny
- 18 octobre 1980 : Triumph
- 2 juillet 1984 : Victory
- 28 mai 1989 : 2300 Jackson Street

#### Album en concert
- 11 novembre 1981 : The Jacksons Live!

### Compilations et autres albums
- 1967 (featuring : lost recordings)
- Greatest Hits (1971)
- Anthology (1976)
- Soulsation! (1995)
- Jackson 5: The Ultimate Collection (1995)
- The Essential Jacksons (2004) (version américaine)
- The Very Best of The Jacksons (2004) (version internationale)
- I Want You Back! Unreleased Masters (2009)
- Live at the Forum (2010)
- Come And Get It: The Rare Pearls (2012)

### Singles
Classement des singles aux Billboard Hot 100 et Hot R&B/Hip-Hop Songs américains ainsi qu'au UK Singles Chart britannique.
| Années de sortie | Nom du single                         | Classement[réf. nécessaire]                                       |
| ---------------- | ------------------------------------- | ----------------------------------------------------------------- |
| 1969             | I Want You Back                       | #1 Billboard Hot 100, #1 Hot R&B/Hip-Hop Songs, États-Unis        |
| 1970             | ABC                                   | #1 Billboard Hot 100, #1 Hot R&B/Hip-Hop Songs, États-Unis        |
| 1970             | The Love You Save                     | #1 Billboard Hot 100, #1 Hot R&B/Hip-Hop Songs, États-Unis        |
| 1970             | I'll Be There                         | #1 Billboard Hot 100, #1 Hot R&B/Hip-Hop Songs, États-Unis        |
| 1971             | Mama's Pearl                          | #2 Billboard Hot 100, #1 Hot R&B/Hip-Hop Songs, États-Unis        |
| 1971             | Never Can Say Goodbye                 | #2 Billboard Hot 100, #1 Hot R&B/Hip-Hop Songs, États-Unis        |
| 1971             | Sugar Daddy                           | #10 Billboard Hot 100, États-Unis                                 |
| 1972             | Lookin' Through the Windows (chanson) | #9 Billboard Hot 100, États-Unis                                  |
| 1972             | Doctor My Eyes                        | #9 Billboard Hot 100, États-Unis                                  |
| 1974             | Dancing Machine                       | #2 Billboard Hot 100, #1 Hot R&B/Hip-Hop Songs, États-Unis        |
| 1976             | Enjoy Yourself                        | #6 Billboard Hot 100, États-Unis                                  |
| 1977             | Show You the Way to Go                | #1 UK Singles Chart, Royaume-Uni                                  |
| 1978             | Blame It on the Boogie                | #8 UK Singles Chart, Royaume-Uni                                  |
| 1979             | Shake Your Body (Down to the Ground)  | #7 Billboard Hot 100, États-Unis #4 UK Singles Chart, Royaume-Uni |
| 1981             | Can You Feel It                       | #6 UK Singles Chart, Royaume-Uni                                  |
| 1981             | Walk Right Now                        | #7 UK Singles Chart, Royaume-Uni                                  |
| 1984             | State of Shock                        | #3 Billboard Hot 100, États-Unis                                  |
| 1988             | I Want You Back (Remix)               | #8 UK Singles Chart, Royaume-Uni                                  |

## Vidéographie

### Clips
| Année | Titre                                |
| ----- | ------------------------------------ |
| 1976  | Enjoy Yourself                       |
| 1976  | Keep on Dancing                      |
| 1976  | Dreamer                              |
| 1977  | Goin' Places                         |
| 1977  | Even Though You're Gone              |
| 1978  | Blame It on the Boogie               |
| 1979  | Shake Your Body (Down to the Ground) |
| 1981  | Can You Feel It                      |
| 1984  | Torture                              |
| 1984  | Body                                 |
| 1988  | I Want You Back                      |
| 1989  | 2300 Jackson Street                  |
| 1989  | Nothin' (That Compares 2 U)          |
| 1989  | Art of Madness                       |

### VHS, DVD et Blu-ray
- 1980 : The Jackson 5 In Concert (Live In Mexico 1975) (VHS)
- 1992 : The Jacksons: An American Dream (The Complete Miniseries) (VHS & DVD)
- 2004 : America's First Family Of Music Vol 1 (DVD)
- 2010 : The Jacksons: A Family Dynasty (DVD)
- 2013 : Jackson Five: The Completed Animated Series (DVD & Blu-ray)

### Tournées et concerts
- 1970 : The Jackson 5 First National Tour
- 1971 : The Jackson 5 Second National Tour
- 1971-1972 : The Jackson 5 US Tour
- 1972 : The Jackson 5 European Tour
- 1973-1975 : The Jackson 5 World Tour
- 1976 : The Jackson 5 Final Tour
- 1977 : The Jacksons Tour
- 1978 : Goin' Places Tour
- 1979 : Destiny Tour
- 1981 : Triumph Tour
- 1984 : Victory Tour
- 2001 : Michael Jackson - 30th Anniversary Celebration (Concert)
- 2012 : Unity Tour